# Çerçiz Topulli
Çerçiz Topulli (20 septembre 1880 à Gjirokastër - 15 juillet 1915) est un patriote albanais très impliqué dans le mouvement de libération nationale de l'Albanie, et un guérillero qui s'est illustré dans des opérations menées dans les montagnes de l'Albanie méridionale. Il était le frère cadet de Bajo Topulli, figure importante du mouvement nationaliste albanais. Il s'est rendu célèbre pour avoir combattu les forces de l'Empire ottoman en 1907 et en 1908, et par la suite, les Grecs en 1913 et 1914 pendant les guerres balkaniques.
Il est issu d'une famille Tosque de 13 enfants, de religion bektashi (mouvement religieux d'origine musulmane chiite).
Au début de l'année 1906, son frère aîné Bajo et lui établirent le premier groupe guérillero armé albanais. Cette faction fut active pendant trois ans, les deux frères faisant une pause pendant l'hiver 1906-1907 à Sofia et à Bucarest. C'étaient des travailleurs qui avait décidé de se consacrer à la guérilla contre l'occupant turc, délaissant pour ce faire le confort d'une vie urbaine ; ils considéraient comme ennemis de la nation albanaise, aussi bien le régime ottoman d'Abdülhamid II que les grecs et les slaves, peuples cernant le territoire albanais.  
Au printemps 1907, Çerçiz Topulli et Mihal Grameno ont constitué, à Sofia, un groupe de guérilleros pour défendre les intérêts albanais. Au mois d'avril, ce groupe a débarqué à Vlorë en venant de Brindisi. Leur but était de promouvoir la conscience nationale des Albanais parmi la population, et d'exiger de façon immédiate l'autonomie administrative des albanais au sein de l'Empire ottoman. Ils apportèrent également des livres en Albanais à diffuser à la population.   
Il écrivit un article "Depuis les montagnes d'Albanie" dans le journal L'Espoir de l'Albanie. Dans cet article, il fustigeait les nombreux méfaits commis par l'administration turque à l'encontre des Albanais et réclamait la pleine indépendance de son pays. Dans ce même article, il lançait un appel à l'insurrection armée. Bientôt furent lancées des campagnes d'agitation politique en vue de préparer un soulèvement armé en 1908.   
Les groupes armés menés par Çerçiz Topulli étaient en bons termes et coopéraient avec des factions de révolutionnaires bulgares de Macédoine opérant dans la région du lac Prespa et des environs de Kastoria, en raison de leur hostilité partagée contre les Grecs.   
Le 25 février 1908, lui et ses compagnons assassinèrent le « Binbaşı » (gouverneur militaire) de Gjirokastër, qui avait fait éliminer des Albanais coupables d'activités politiques. Cinq d'entre eux, y compris Çerçiz s'enfuirent alors à Mashkullorë, village proche de Gjirokastër. Ils y furent cernés le 18 mars par des forces ottomanes venues de Ioannina. Les 150 hommes de ce détachement étaient beaucoup plus nombreux que les guérilleros de Topulli ; ceux-ci cependant parvinrent à contenir les ottomans jusqu'à la tombée de la nuit, puis à s'enfuir vers les montagnes voisines, fait d'armes qui devait être célébré plus tard dans des chants populaires (cf. Iso-polyphonie albanaise).  